# Johnny Lee
John D. Lee Jr. ou Johnny Lee est un acteur américain né le 4 juillet 1898 à Los Angeles, Californie (États-Unis), décédé le 12 décembre 1965 à Los Angeles.

## Filmographie
- 1946 : Mélodie du Sud
- 1948 : Come On, Cowboy!
- 1948 : She's Too Mean For Me
- 1951 : Mon passé défendu : vendeur de jouet
- 1952 : L'Énigme du Chicago Express
- 1951-1953 : The Amos 'n Andy Show : Algonquin J. Calhoun
- 1953 : Ramar of the Jungle : Chief Warren (1 épisode)
- 1955 : Le Choix de... : Simon (1 épisode)
- 1956 : The First Traveling Saleslady
- 1956 : Soldiers of Fortune : Kamele (1 épisode)
- 1956 : The Adventures of Jim Bowie : Israel (1 épisode)
- 1957 : L'Odyssée de Charles Lindbergh (non crédité)
- 1958 : Vague en chaleur (non crédité) : Colored Man
- 1960 : Les Pièges de Broadway (non crédité) : Janitor
- 1960 : High Time (non crédité) : serveur au Judge Carter's Ball
- 1960 : Le Grand Sam (non crédité) : Coachman
- 1962-1963 : Denis la petite peste : Locksmith
- 1971 : La Cité sous la mer (City Beneath the Sea) : Tony